# بلاف سیتی، فیت کانتی، ایلینوی
بلاف سیتی (به انگلیسی: Bluff City) یک منطقهٔ مسکونی در ایالات متحده آمریکا است که در ایلینوی واقع شده‌است.